# West Ham United Women Football Club 2019-2020
Questa voce raccoglie le informazioni riguardanti il West Ham United Women Football Club nelle competizioni ufficiali della stagione 2019-2020.

## Stagione
La stagione 2019-20 è stata caratterizzata dallo scoppio della pandemia di COVID-19 nel mese di marzo 2020, che ha portato a un'iniziale sospensione di tutte le competizioni, per poi arrivare a una sospensione definitiva il successivo 25 maggio. La classifica della FA Women's Super League venne stilata in base al rapporto punti conquistati su partite disputate, e il West Ham concluse in ottava posizione, la stessa che aveva al momento della sospensione del torneo, ossia dopo quattordici partite disputate. Nel corso della stagione la squadra ha giocato uno dei tre derby di Londra, quello in casa contro il Tottenham, nello stadio solitamente utilizzato dalla controparte maschile, ossia il London Stadium, facendo registrare 24 790 spettatori.
In FA Women's Cup la squadra è stata subito eliminata al quarto turno, dove è stata sconfitta dall'Arsenal. In FA Women's League Cup la squadra è stata eliminata nella fase a gruppi, dopo aver concluso come terza classificata il gruppo D.

## Maglie e sponsor
Le tenute di gioco solo le stesse adottate dal West Ham Utd maschile.
| Casa | Trasferta | Terza divisa |

## Rosa
| N. |                        | Ruolo | Calciatrice            |
| -- | ---------------------- | ----- | ---------------------- |
| 1  | Inghilterra (bandiera) | P     | Anna Moorhouse         |
| 2  | Norvegia (bandiera)    | D     | Cecilie Redisch Kvamme |
| 3  | Stati Uniti (bandiera) | D     | Erin Simon             |
| 4  | Stati Uniti (bandiera) | D     | Brooke Hendrix         |
| 5  | Inghilterra (bandiera) | D     | Gilly Flaherty         |
| 7  | Svizzera (bandiera)    | A     | Alisha Lehmann         |
| 8  | Irlanda (bandiera)     | A     | Leanne Kiernan         |
| 9  | Scozia (bandiera)      | A     | Martha Ellen Thomas    |
| 10 | Germania (bandiera)    | C     | Julia Šimić            |
| 11 | Germania (bandiera)    | D     | Katharina Baunach      |
| 12 | Inghilterra (bandiera) | C     | Kate Longhurst         |
| 13 | Svezia (bandiera)      | D     | Filippa Wallén         |

| N. |                          | Ruolo | Calciatrice              |
| -- | ------------------------ | ----- | ------------------------ |
| 15 | Australia (bandiera)     | A     | Jacynta Galabadaarachchi |
| 16 | Irlanda (bandiera)       | A     | Ruesha Littlejohn        |
| 17 | Paesi Bassi (bandiera)   | A     | Esmee de Graaf           |
| 18 | Irlanda (bandiera)       | P     | Courtney Brosnan         |
| 19 | Canada (bandiera)        | C     | Adriana Leon             |
| 20 | Corea del Sud (bandiera) | C     | Cho So-hyun              |
| 21 | Francia (bandiera)       | C     | Kenza Dali               |
| 22 | Inghilterra (bandiera)   | D     | Grace Fisk               |
| 23 | Paesi Bassi (bandiera)   | C     | Tessel Middag            |
| 24 | Polonia (bandiera)       | C     | Wiktoria Kiszkis         |
| 25 | Inghilterra (bandiera)   | D     | Olivia Smith             |
| 26 | Germania (bandiera)      | D     | Laura Vetterlein         |

## Calciomercato

### Sessione estiva
| Acquisti | Acquisti                 | Acquisti    | Acquisti |
| R.       | Nome                     | da          | Modalità |
| -------- | ------------------------ | ----------- | -------- |
| P        | Courtney Brosnan         | Le Havre    | [ 7 ]    |
| D        | Katharina Baunach        | Wolfsburg   | [ 8 ]    |
| D        | Cecilie Redisch Kvamme   | Sandviken   | [ 9 ]    |
| D        | Laura Vetterlein         | Sand        | [ 10 ]   |
| C        | Kenza Dali               | Digione     | [ 11 ]   |
| A        | Jacynta Galabadaarachchi | Perth Glory | [ 12 ]   |
| A        | Martha Ellen Thomas      | Le Havre    | [ 13 ]   |

| Cessioni | Cessioni           | Cessioni              | Cessioni |
| R.       | Nome               | a                     | Modalità |
| -------- | ------------------ | --------------------- | -------- |
| P        | Rebecca Spencer    | Tottenham             | [ 14 ]   |
| D        | Claire Rafferty    |                       | ritirata |
| D        | Ria Percival       | Tottenham             | [ 14 ]   |
| D        | Vyan Sampson       | London City Lionesses | prestito |
| C        | Lucienne Reichardt |                       | ritirata |
| C        | Brianna Visalli    | Birmingham City       | [ 18 ]   |
| A        | Rosie Kmita        | London Bees           | [ 19 ]   |
| A        | Jane Ross          | Manchester United     | [ 20 ]   |

### Sessione invernale
| Acquisti | Acquisti          | Acquisti       | Acquisti |
| R.       | Nome              | da             | Modalità |
| -------- | ----------------- | -------------- | -------- |
| D        | Grace Fisk        | S.C. Gamecocks | [ 21 ]   |
| D        | Olivia Smith      | UCF Knights    | [ 22 ]   |
| D        | Filippa Wallén    | Brommapojkarna | [ 23 ]   |
| A        | Ruesha Littlejohn | London Bees    | [ 22 ]   |

| Cessioni | Cessioni       | Cessioni          | Cessioni |
| R.       | Nome           | a                 | Modalità |
| -------- | -------------- | ----------------- | -------- |
| D        | Brooke Hendrix | Washington Spirit | [ 24 ]   |
| D        | Erin Simon     | Houston Dash      | [ 25 ]   |

## Risultati

### FA Women's Super League

#### Girone di andata
| Arbitro: | Pearson |

|                    |           |            |
| Mead 14’ Roord 41’ | Marcatori | 58’ Thomas |

| Arbitro: | Howard |

|          |           |  |
| Leon 27’ | Marcatori |  |

| Arbitro: | Byrne |

|  |           |                    |
|  | Marcatori | 36’ Dean 84’ Quinn |

| Arbitro: | Benn |

|                |           |                                        |
| Connolly 90+2’ | Marcatori | 24’ Thomas 70’ (rig.) Dali 73’ Lehmann |

| Arbitro: | Whitton |

|          |           |                               |
| Leon 58’ | Marcatori | 70’ Ingle 72’ Ji 90+5’ Spence |

| Arbitro: | Pearson |

|                                                  |           |  |
| White 11’ Stanway 31’, 37’ Hemp 39’ Wullaert 53’ | Marcatori |  |

| Arbitro: | Wood |

|                        |           |                                         |
| Baunach 4’ Kiernan 65’ | Marcatori | 75’ Bjørdal Leine 76’ Chaplen 82’ Moore |

| Arbitro: | Fearn |

|                                |           |                     |
| Vetterlein 3’ Baunach 83’, 90’ | Marcatori | 1’ Hanson 80’ James |

| Arbitro: | Gibbons |

|             |           |         |
| Charles 77’ | Marcatori | 5’ Leon |

| Filton 3 maggio 2020, ore 15:00 UTC+1 10ª giornata | Bristol City | – Annullata | West Ham | Stoke Gifford Stadium |

| Romford 1º aprile 2020 11ª giornata | West Ham | – Annullata | Everton | Rush Green Stadium |

#### Girone di ritorno
| Arbitro: | Oliver |

|                         |           |          |
| Mitchell 30’ Dean 90+6’ | Marcatori | 90’ Dali |

| Arbitro: | Atkin |

|                  |           |              |
| Lehmann 79’, 83’ | Marcatori | 23’ Kerkdijk |

| Arbitro: | Fearn |

|                                                                                  |           |  |
| Mjelde 7’, 61’ England 12’, 56’ Ingle 45’ Cuthbert 52’ Bachmann 88’ Murphy 90+1’ | Marcatori |  |

| Romford 22 aprile 2020 15ª giornata | West Ham | – Annullata | Manchester City | Rush Green Stadium |

| Arbitro: | Byrne |

|                       |           |  |
| Moore 23’ Chaplen 63’ | Marcatori |  |

| Arbitro: | Russell |

|                               |           |                  |
| Leon 26’, 60’ Thomas 27’, 52’ | Marcatori | 71’, 90’ Furness |

| Leigh 22 marzo 2020 18ª giornata | Manchester United | – Annullata | West Ham | Leigh Sports Village |

| Romford 29 marzo 2020 19ª giornata | West Ham | – Annullata | Arsenal | Rush Green Stadium |

| Solihull 5 aprile 2020 20ª giornata | Birmingham City | – Annullata | West Ham | Damson Park |

| Liverpool 26 aprile 2020 21ª giornata | Everton | – Annullata | West Ham | Walton Hall Park |

| Romford 16 maggio 2020 22ª giornata | West Ham | – Annullata | Bristol City | Rush Green Stadium |

### FA Women's Cup
| Romford 26 gennaio 2020 Quarto turno                   | West Ham  | 0 – 2 referto        | Arsenal | Rush Green Stadium |
| \| \| \| \| \| \| Marcatori \| 16’ McCabe 73’ Wälti \| |           |                      |         |                    |
|                                                        |           |                      |         |                    |
|                                                        | Marcatori | 16’ McCabe 73’ Wälti |         |                    |

### FA Women's League Cup
| Arbitro: | Dowle |

|                        |           |  |
| England 50’ Reiten 70’ | Marcatori |  |

| Arbitro: | Simms |

|                               |                      |                                  |
| Thomas 90’ Dali 90+3’         | Marcatori            | 52’ Dean 83’ Green               |
| Flaherty Baunach A. Leon Dali | Tiri di rigore 2 – 4 | Peplow Quinn Graham Dean Furness |

| Arbitro: | Atkins |

|  |           |             |
|  | Marcatori | 75’ Lehmann |

| Arbitro: | Dowle |

|                                  |           |                |
| Kiernan 24’ Dali 29’ (rig.), 40’ | Marcatori | 78’ Winchester |

| Arbitro: | Ajibola |

|                                                                      |           |  |
| Kiernan 15’ Vetterlein 42’ Leon 45’ Dali 48’, 71’ Longhurst 70’, 74’ | Marcatori |  |

## Statistiche

### Statistiche di squadra
| Competizione            | Punti | In casa | In casa | In casa | In casa | In casa | In casa | In trasferta | In trasferta | In trasferta | In trasferta | In trasferta | In trasferta | Totale | Totale | Totale | Totale | Totale | Totale | DR  |
| Competizione            | Punti | G       | V       | N       | P       | Gf      | Gs      | G            | V            | N            | P            | Gf           | Gs           | G      | V      | N      | P      | Gf     | Gs     | DR  |
| ----------------------- | ----- | ------- | ------- | ------- | ------- | ------- | ------- | ------------ | ------------ | ------------ | ------------ | ------------ | ------------ | ------ | ------ | ------ | ------ | ------ | ------ | --- |
| FA Women's Super League | 16    | 7       | 4       | 0       | 3       | 13      | 13      | 7            | 1            | 1            | 5            | 6            | 21           | 14     | 5      | 1      | 8      | 19     | 34     | -15 |
| FA Women's Cup          | -     | 1       | 0       | 0       | 1       | 0       | 2       | 0            | 0            | 0            | 0            | 0            | 0            | 1      | 0      | 0      | 1      | 0      | 2      | -2  |
| FA Women's League Cup   | -     | 3       | 2       | 1       | 0       | 12      | 3       | 2            | 1            | 0            | 1            | 1            | 2            | 5      | 3      | 1      | 1      | 13     | 5      | +8  |
| Totale                  | -     | 11      | 6       | 1       | 4       | 25      | 18      | 9            | 2            | 1            | 6            | 7            | 23           | 20     | 8      | 2      | 10     | 32     | 41     | -9  |

### Andamento in campionato
| Giornata  | 1 | 2 | 3 | 4 | 5 | 6 | 7 | 8 | 9 | 10 | 11 | 12 | 13 | 14 | 15 | 16 | 17 | 18 | 19 | 20 | 21 | 22 |
| --------- | - | - | - | - | - | - | - | - | - | -- | -- | -- | -- | -- | -- | -- | -- | -- | -- | -- | -- | -- |
| Luogo     | T | C | C | T | C | T | C | C | T | T  | C  | T  | C  | T  | C  | T  | C  | T  | C  | T  | T  | C  |
| Risultato | P | V | P | V | P | P | P | V | N | -  | -  | P  | V  | P  | -  | P  | V  | -  | -  | -  | -  | -  |
| Posizione | 8 | 5 | 8 | 6 | 7 | 8 | 8 | 8 | 8 | 8  | 8  | 8  | 8  | 8  | 8  | 8  | 8  | -  | -  | -  | -  | -  |

Legenda:

Luogo: C = Casa; T = Trasferta. Risultato: V = Vittoria; N = Pareggio; P = Sconfitta.

### Statistiche delle giocatrici
| Giocatore           | FA Women's Super League | FA Women's Super League | FA Women's Super League | FA Women's Super League | FA Women's Cup | FA Women's Cup | FA Women's Cup | FA Women's Cup | FA Women's League Cup | FA Women's League Cup | FA Women's League Cup | FA Women's League Cup | Totale   | Totale | Totale      | Totale     |
| Giocatore           | Presenze                | Reti                    | Ammonizioni             | Espulsioni              | Presenze       | Reti           | Ammonizioni    | Espulsioni     | Presenze              | Reti                  | Ammonizioni           | Espulsioni            | Presenze | Reti   | Ammonizioni | Espulsioni |
| ------------------- | ----------------------- | ----------------------- | ----------------------- | ----------------------- | -------------- | -------------- | -------------- | -------------- | --------------------- | --------------------- | --------------------- | --------------------- | -------- | ------ | ----------- | ---------- |
| K. Baunach          | 12                      | 3                       | 0                       | 0                       | 1              | 0              | 0              | 0              | 4                     | 0                     | 0                     | 0                     | 17       | 3      | 0           | 0          |
| C. Brosnan          | 10                      | -22                     | 1                       | 0                       | 1              | -2             | 0              | 0              | 1                     | -1                    | 0                     | 0                     | 12       | -25    | 1           | 0          |
| S-h. Cho            | 8                       | 0                       | 0                       | 0                       | -              | -              | -              | -              | 3                     | 0                     | 0                     | 0                     | 11       | 0      | 0           | 0          |
| K. Dali             | 14                      | 2                       | 3                       | 0                       | 1              | 0              | 0              | 0              | 4                     | 5                     | 1                     | 0                     | 19       | 7      | 4           | 0          |
| E. de Graaf         | 2                       | 0                       | 0                       | 0                       | 1              | 0              | 0              | 0              | 4                     | 0                     | 0                     | 0                     | 7        | 0      | 0           | 0          |
| G. Fisk             | 5                       | 0                       | 1                       | 0                       | 1              | 0              | 0              | 0              | -                     | -                     | -                     | -                     | 6        | 0      | 1           | 0          |
| G. Flaherty         | 14                      | 0                       | 2                       | 0                       | 1              | 0              | 1              | 0              | 4                     | 0                     | 0                     | 0                     | 19       | 0      | 3           | 0          |
| J. Galabadaarachchi | 11                      | 0                       | 3                       | 0                       | 1              | 0              | 0              | 0              | 5                     | 0                     | 0                     | 0                     | 17       | 0      | 3           | 0          |
| B. Hendrix          | 7                       | 0                       | 1                       | 0                       | -              | -              | -              | -              | 5                     | 0                     | 0                     | 0                     | 12       | 0      | 1           | 0          |
| L. Kiernan          | 9                       | 1                       | 2                       | 1                       | 1              | 0              | 0              | 0              | 4                     | 2                     | 1                     | 0                     | 14       | 3      | 3           | 1          |
| W. Kiszkis          | 1                       | 0                       | 0                       | 0                       | 0              | 0              | 0              | 0              | 2                     | 0                     | 1                     | 0                     | 3        | 0      | 1           | 0          |
| C. Kvamme           | 13                      | 0                       | 3                       | 0                       | 1              | 0              | 0              | 0              | 4                     | 0                     | 0                     | 0                     | 18       | 0      | 3           | 0          |
| A. Lehmann          | 13                      | 3                       | 1                       | 0                       | 1              | 0              | 0              | 0              | 4                     | 1                     | 0                     | 0                     | 18       | 4      | 1           | 0          |
| A. Leon             | 11                      | 5                       | 1                       | 0                       | -              | -              | -              | -              | 5                     | 1                     | 1                     | 0                     | 16       | 6      | 2           | 0          |
| R. Littlejohn       | 2                       | 0                       | 0                       | 0                       | 1              | 0              | 0              | 0              | 1                     | 0                     | 0                     | 0                     | 4        | 0      | 0           | 0          |
| K. Longhurst        | 13                      | 0                       | 5                       | 0                       | -              | -              | -              | -              | 5                     | 2                     | 0                     | 0                     | 18       | 2      | 5           | 0          |
| T. Middag           | 13                      | 0                       | 2                       | 0                       | 1              | 0              | 1              | 0              | 5                     | 0                     | 1                     | 0                     | 19       | 0      | 4           | 0          |
| A. Moorhouse        | 4                       | -12                     | 0                       | 0                       | 0              | 0              | 0              | 0              | 4                     | -4                    | 0                     | 0                     | 8        | -16    | 0           | 0          |
| J. Šimić            | 5                       | 0                       | 0                       | 0                       | 1              | 0              | 0              | 0              | 1                     | 0                     | 0                     | 0                     | 7        | 0      | 0           | 0          |
| E. Simon            | 2                       | 0                       | 0                       | 0                       | -              | -              | -              | -              | 1                     | 0                     | 0                     | 0                     | 3        | 0      | 0           | 0          |
| O. Smith            | 0                       | 0                       | 0                       | 0                       | 0              | 0              | 0              | 0              | -                     | -                     | -                     | -                     | 0        | 0      | 0           | 0          |
| M. Thomas           | 10                      | 4                       | 1                       | 0                       | 1              | 0              | 0              | 0              | 3                     | 1                     | 0                     | 0                     | 14       | 5      | 1           | 0          |
| L. Vetterlein       | 13                      | 1                       | 1                       | 0                       | -              | -              | -              | -              | 4                     | 1                     | 0                     | 0                     | 17       | 2      | 1           | 0          |
| F. Wallén           | 2                       | 0                       | 0                       | 0                       | 0              | 0              | 0              | 0              | -                     | -                     | -                     | -                     | 2        | 0      | 0           | 0          |